# The Drop Kick
Pour plus de détails, voir Fiche technique et Distribution.
The Drop Kick est un film américain réalisé par Millard Webb, sorti en 1927.

## Synopsis
Jock Hamill est la vedette de l'équipe de football de son université. Des problèmes surviennent lorsque Eunice Hathaway, une ancienne petite amie, cherche à le séduire alors qu'elle est désormais la femme de l'entraîneur de l'équipe. L'entraîneur se suicide, Eunice pousse Jock à la demander en mariage, Jock est suspecté d'avoir tué l'entraîneur... Mais tout finira bien et Jock retrouvera son véritable amour Cecily.

## Fiche technique
- Titre original : The Drop Kick
- Titre anglais : Glitter
- Réalisation : Millard Webb
- Scénario : Winifred Dunn, d'après Glitter[1] de Katherine Brush
- Photographie : Arthur Edeson, Alvin Knechtel
- Production : Richard A. Rowland
- Société de production : First National Pictures
- Société de distribution : First National Pictures
- Pays de production :  États-Unis
- Langue originale : anglais
- Format : noir et blanc — 35 mm — 1,37:1 — Film muet
- Genre : Film dramatique
- Durée : 62 minutes
- Dates de sortie : 
  - États-Unis : 25 septembre 1927
  - Royaume-Uni : 19 mars 1928

## Distribution
- Richard Barthelmess : Jack/Jock Hamill
- Barbara Kent : Cecily Graves
- Dorothy Revier : Eunice Hathaway
- Eugene Strong : Brad Hathaway
- Alberta Vaughn : Molly
- James Bradbury Jr. : "Bones" Barton
- Brooks Benedict : Ed Pemberton
- Hedda Hopper : Mme Hamill
- Mayme Kelso : Mme Graves
- George C. Pearce : Carson, le doyen de l'université
- Marion Morrison : un joueur de football / un figurant dans les tribunes (non crédité)